# マッド・クール
マッド・クール（Mad Cool）は、スペインのマドリードで毎年夏に開催される音楽フェスティバル。通例7月上旬に開催される。出演するアーティストの音楽ジャンルは、ポップ、ロック、オルタナティブ、インディーなど多岐にわたる。

## 概要
マッド・クールは、2016年からスペインのマドリードで毎年開催されている。2016年と2017年の会場はCaja Mágicaだったが、その後会場をValdebebasの野外スペースに移した。観客動員数のピークは2018年で、フェスティバルの3日間（7月12日～14日）で240,000人の参加者を集めたが、初日は混雑によるトラブルが発生した。2020年は1日の最大観客動員数が60,000人に削減され、フェスティバルの期間は4日間に拡大された。

## ギャラリー

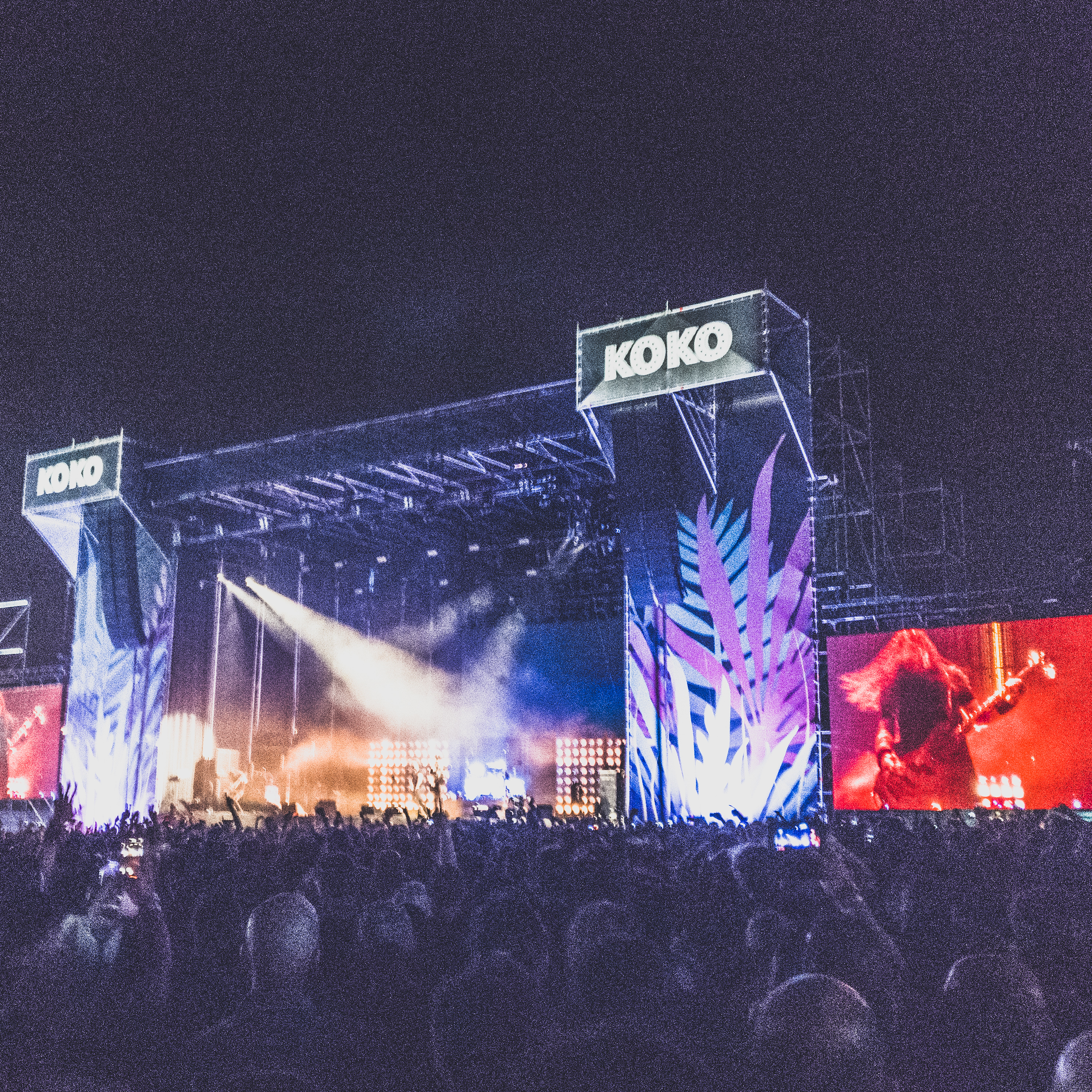
2018
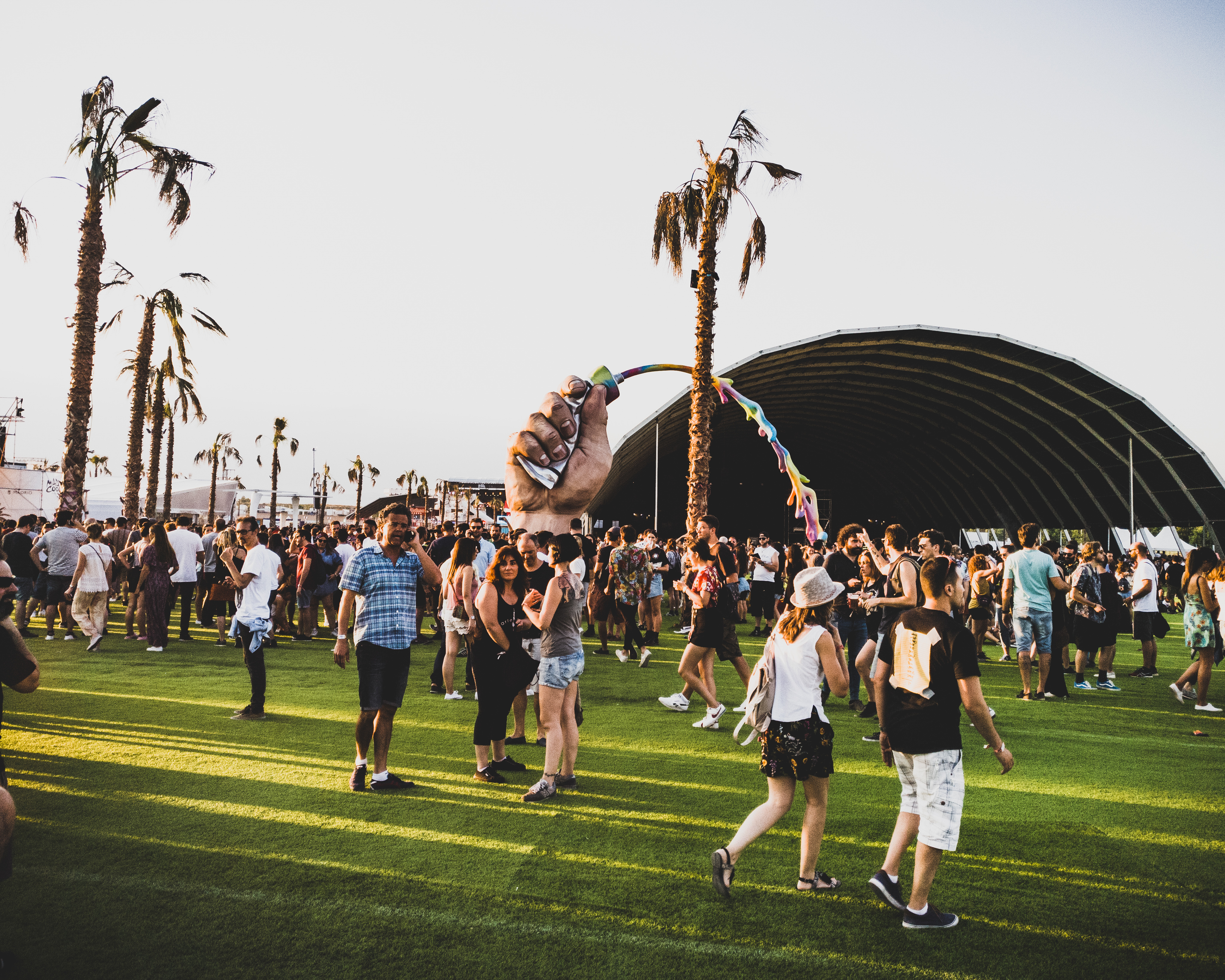
2018
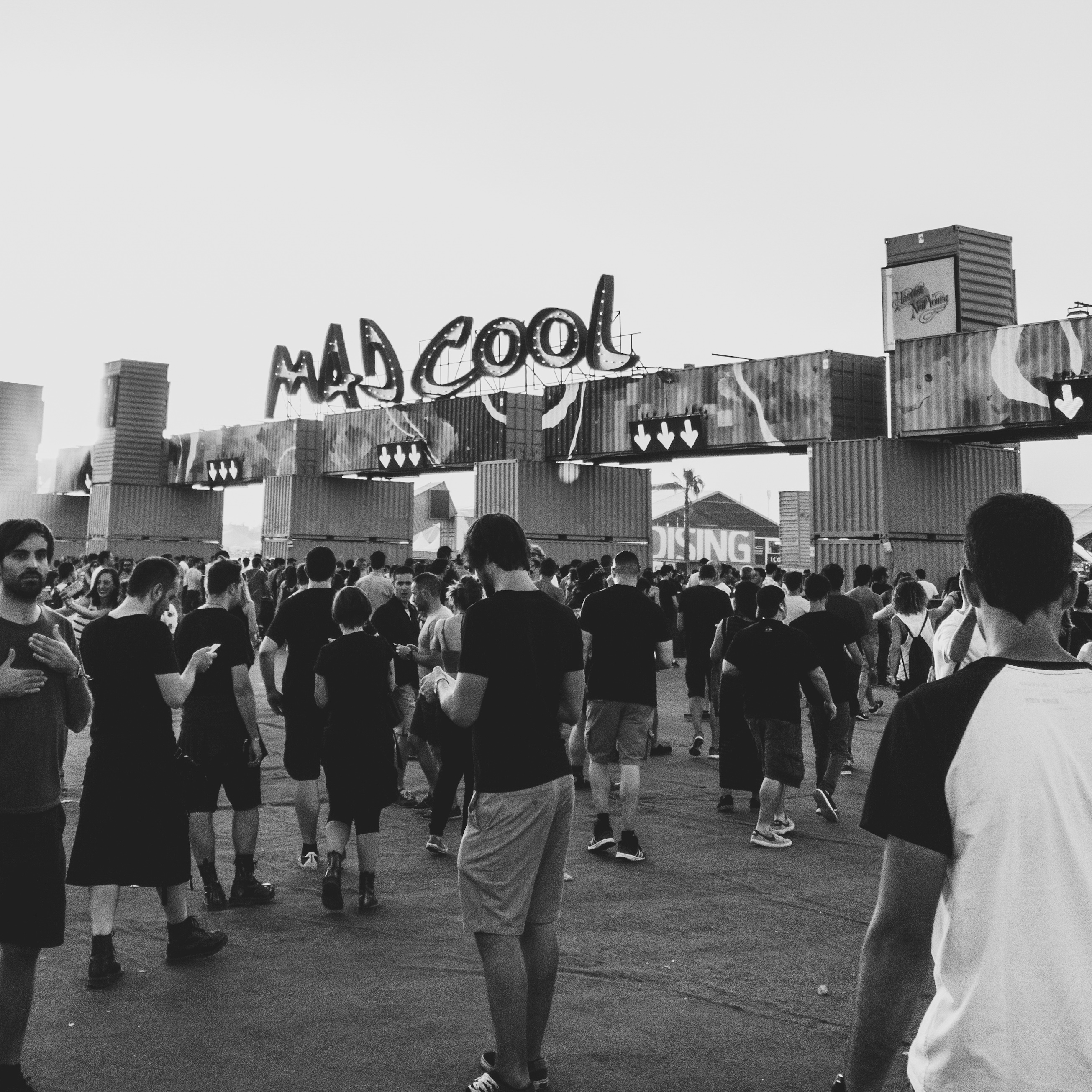
2018
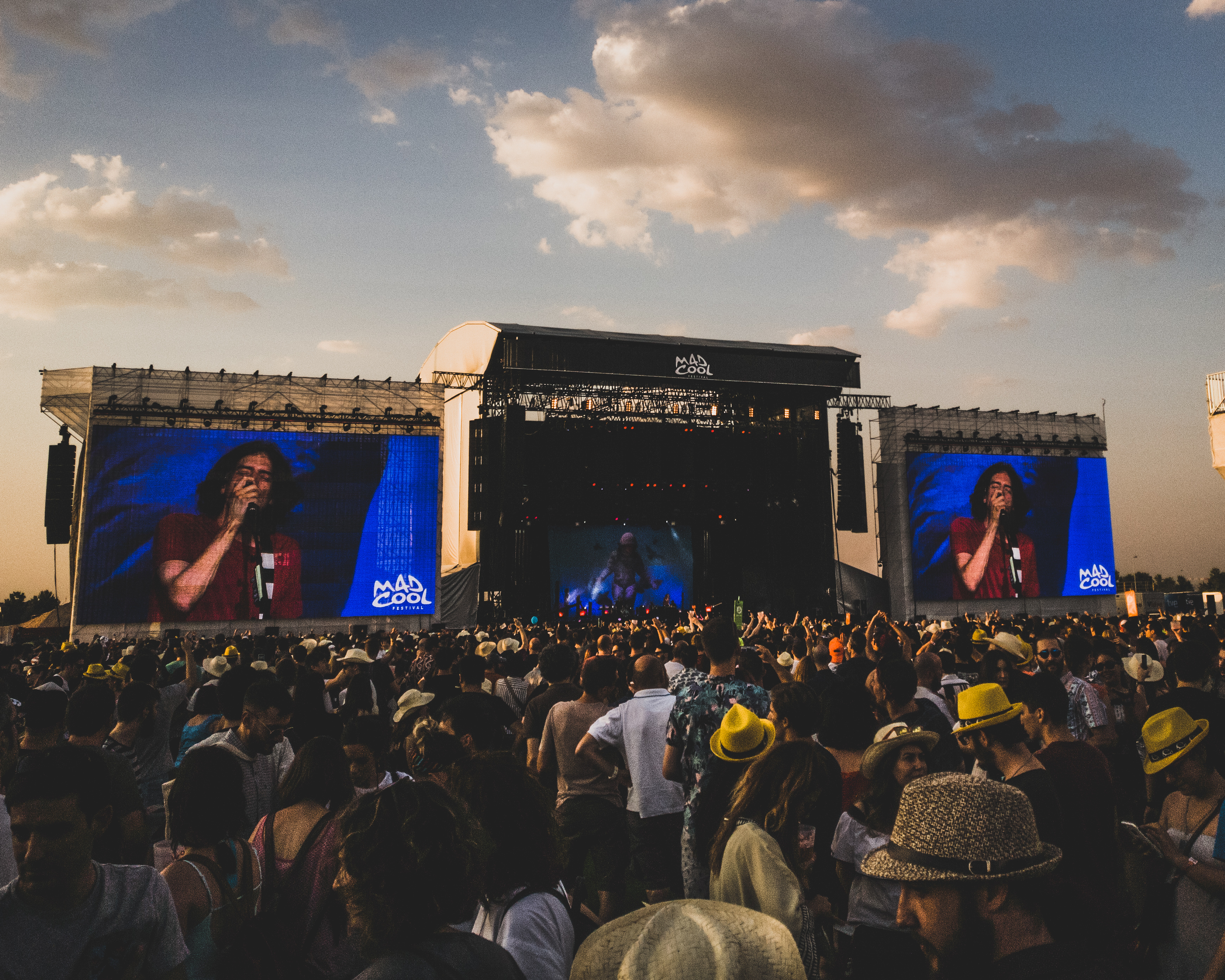
2018
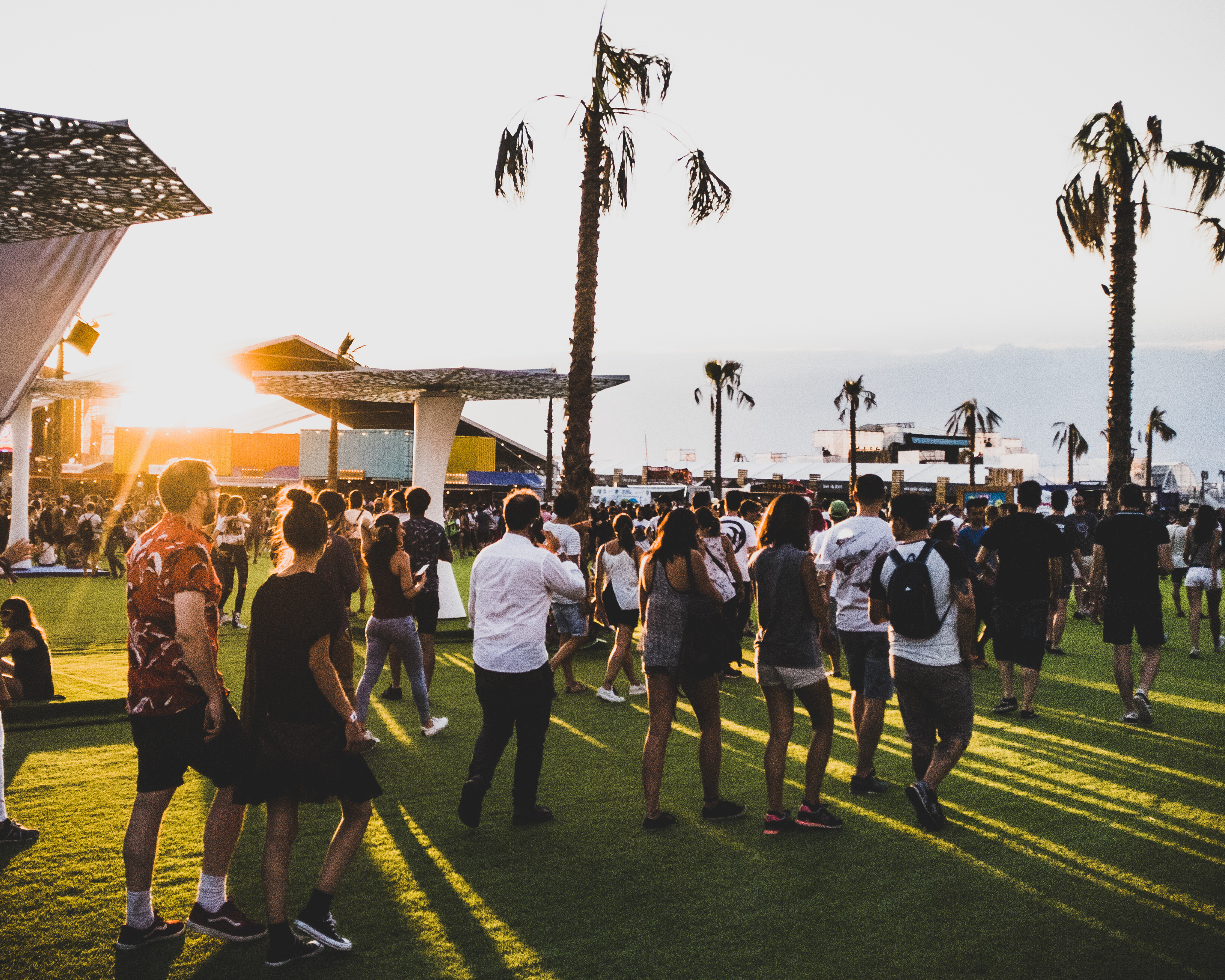
2018
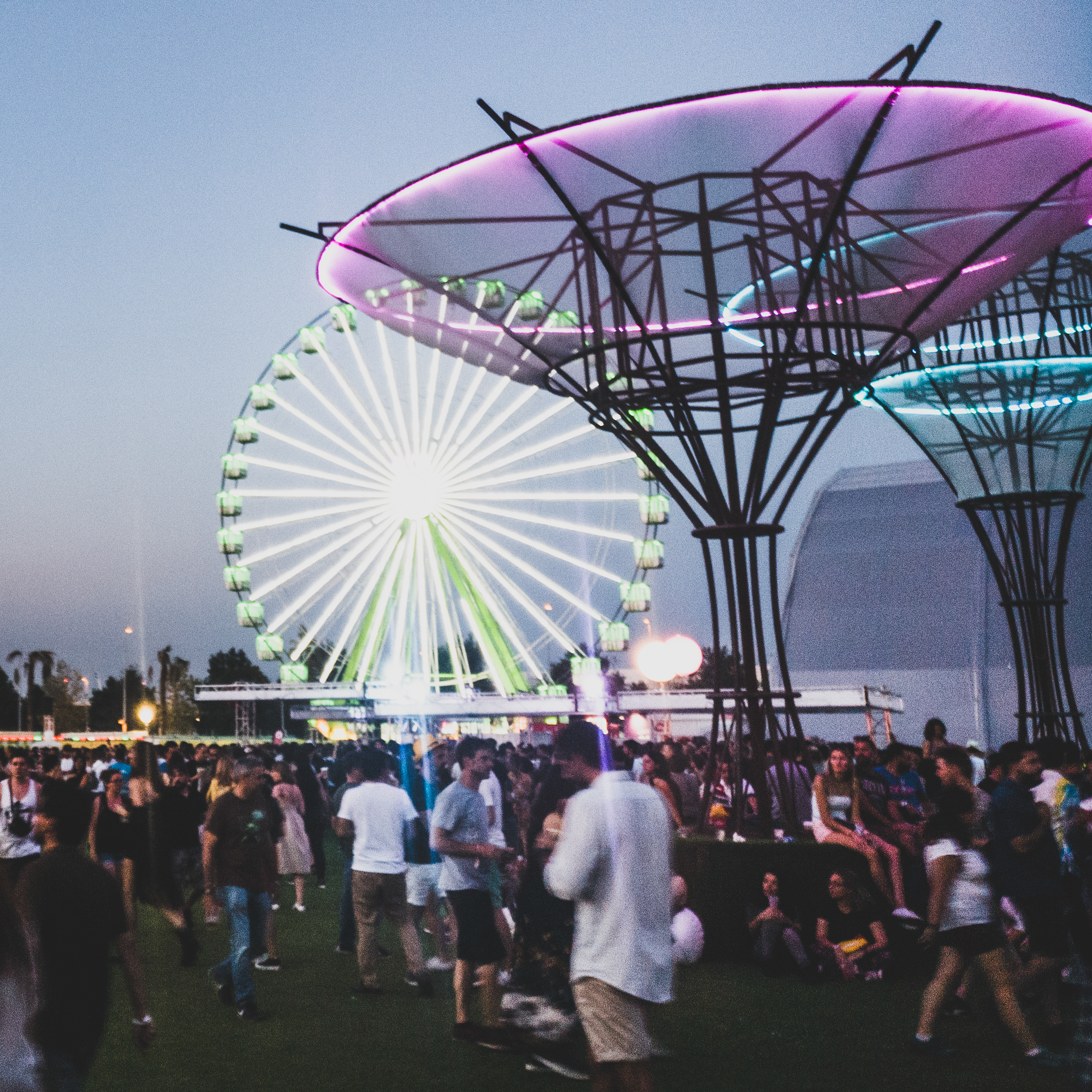
2018
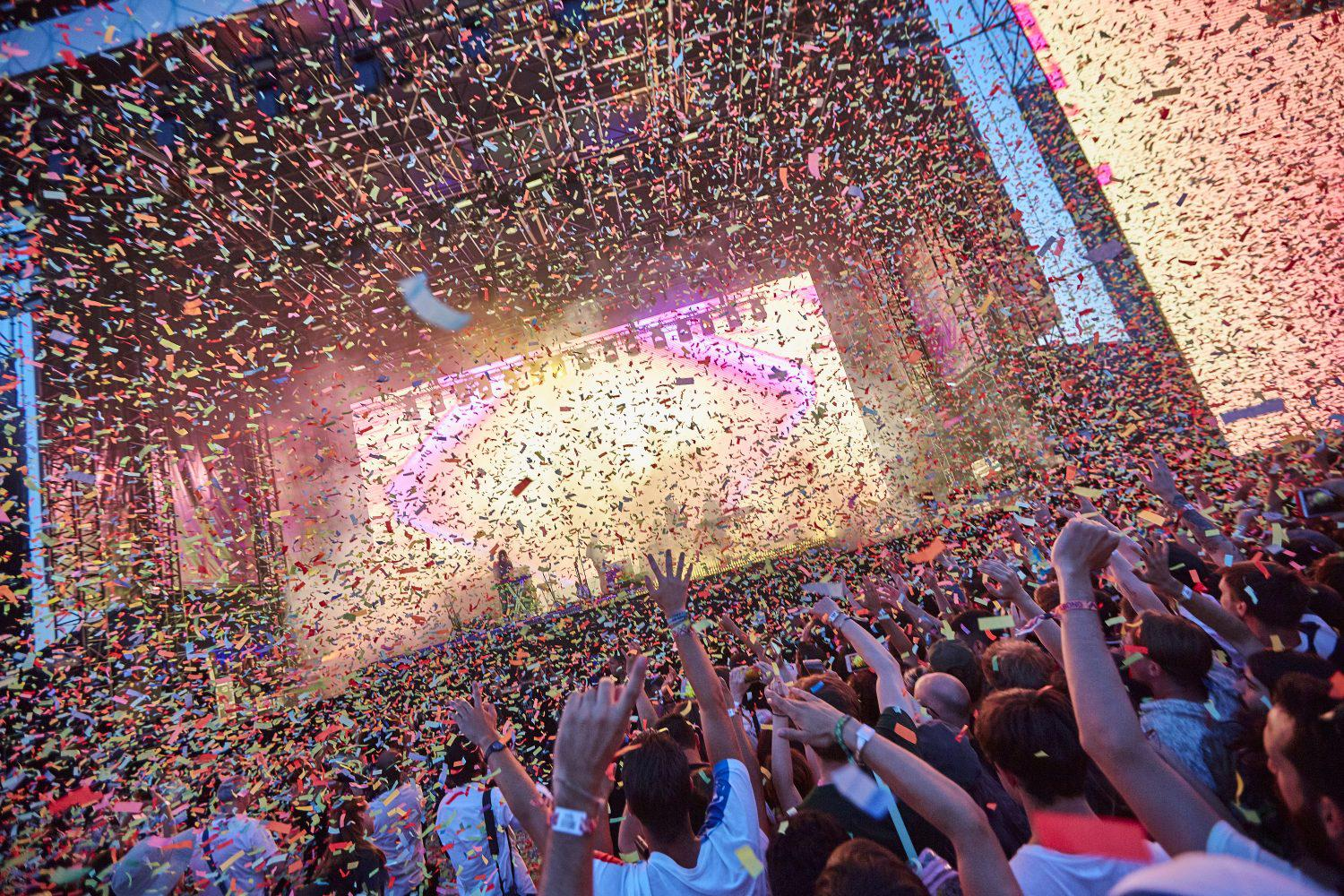
2019
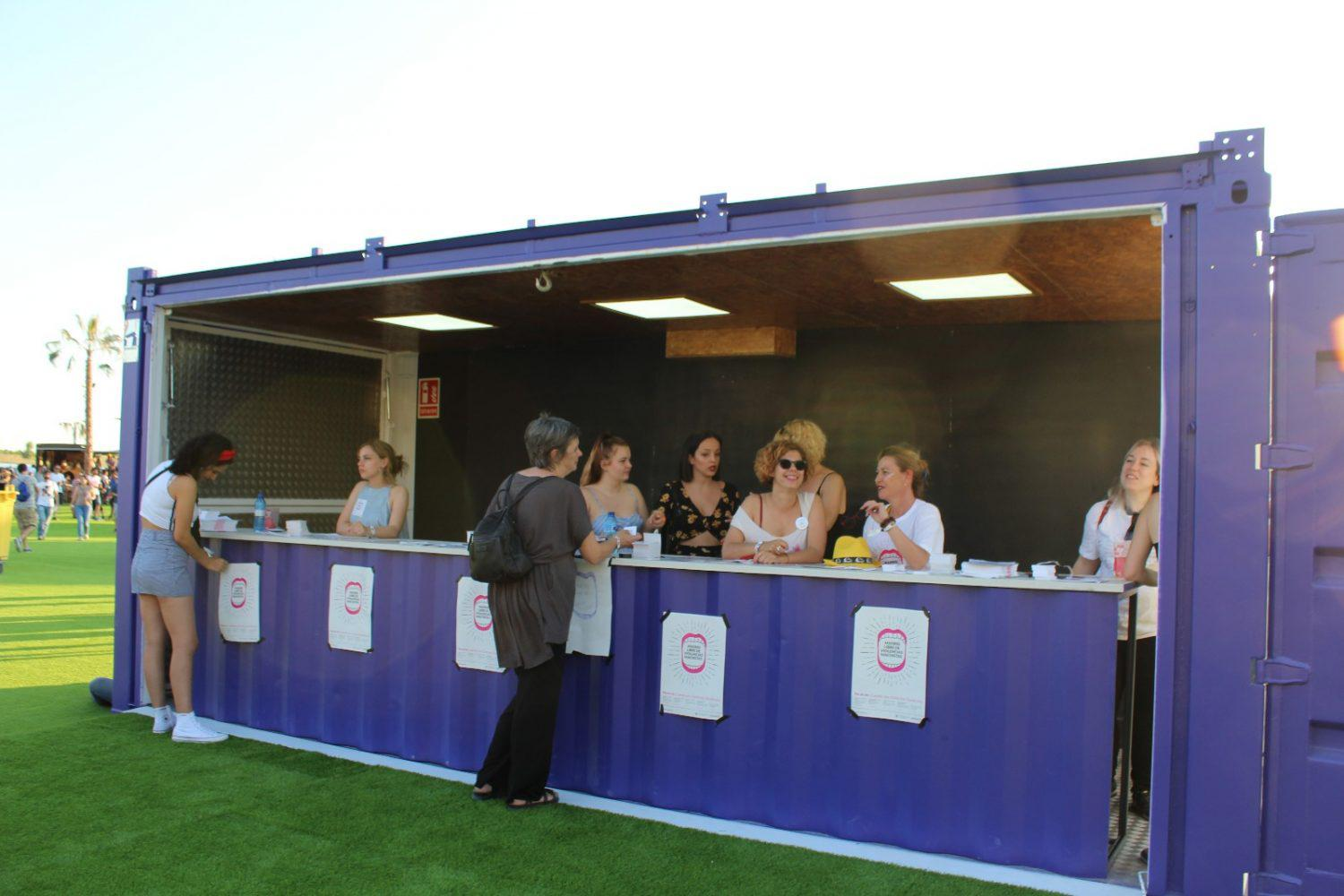
2018
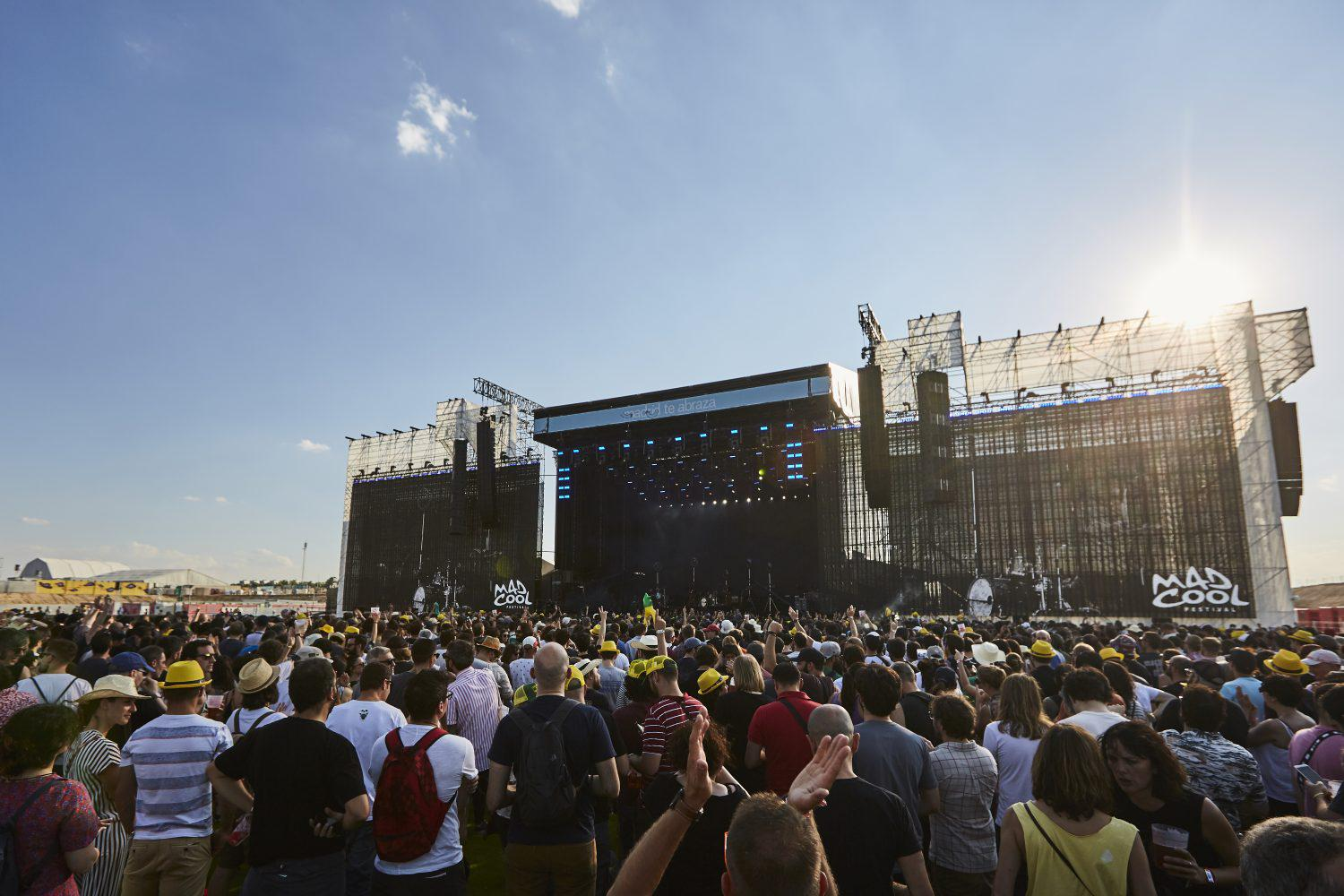
2019